# Dĩn
Dĩn (còn gọi là dãn, bọ mát) là những côn trùng nhỏ li ti, có cánh, thường sống ở những vùng cây cối râm rạp, ẩm thấp. Dĩn có nhiều loài, trong đó có một loài hút máu người và súc vật (chỉ dĩn cái mới hút máu). Do dĩn nhỏ nên thường chỉ nhìn thấy chúng sau khi chúng đã hút no máu. Khi dĩn hút máu người, chúng để lại vết đốt sưng, ngứa và có thể nhiễm trùng.

## Đặc điểm
Dĩn chích đốt mồi bất cứ lúc nào, ban ngày cũng như ban đêm. Vì có vòi ngắn nên nó không chích đốt được xuyên qua quần áo; thường thấy bay thành đám quanh đầu và chích đốt vào mặt. Các phần khác của cơ thể không được che phủ bởi quần áo cũng có thể dễ bị loài dĩn chích đốt. Phần lớn các dĩn đều có tập tính ưa chích đốt mồi ngoài nhà và thường gây mối phiền hà, khó chịu cho con người. Do có kích thước nhỏ nên loài dĩn chích đốt có thể dễ dàng chui qua các loại màn ngủ thông thường.
Dĩn có khả năng truyền bệnh Mansonellosis rất hiếm gặp và thường không có biểu hiện triệu chứng lâm sàng. Vai trò truyền bệnh của nó đang được các nhà khoa học nghiên cứu nhưng hiện nay hoạt động chích đốt mồi của chúng gây phiền hà cho sinh hoạt của con người. Để phòng tránh dĩn bay thành đám quanh đầu, chích đốt máu, gây phiền hà; cần gội đầu, tắm rửa vệ sinh hàng ngày, không ở trần khi ra ngoài nhà, có thể dùng các loại hóa chất xua côn trùng thông thường nếu có hoạt động ở ngoài trời ở những nơi có nhiều loài dĩn hoạt động.